# Беткайнар (могильник)
Беткайнар  — древний курган в 215 км к юго-западу от Алма-аты, на левом берегу реки Колгауыт[уточнить]. В 1996 году был исследован Южно-Казахстанской комплексной археологической экспедицией (руководитель К. Байпаков). Содержит две группы могильников. Самый большой — 12-й могильник (площадью 22 м2 и высотой 2 м). По бокам, вдоль стен, вырыты углубления для посуды. На северо-восточной стене высечено лицо человека. Найдены глиняная посуда, два предмета из бронзы и серебряное кольцо с позолоченной лицевой стороной, на которой выгравировано изображение человека до пояса — в кольчуге, с оружием, голова повернута направо; в правой руке цветок лотоса, в левой — предмет, похожий на посох. Предположительно курган относится к XI[уточнить] веку до н. э.